# Рефрижераторное судно

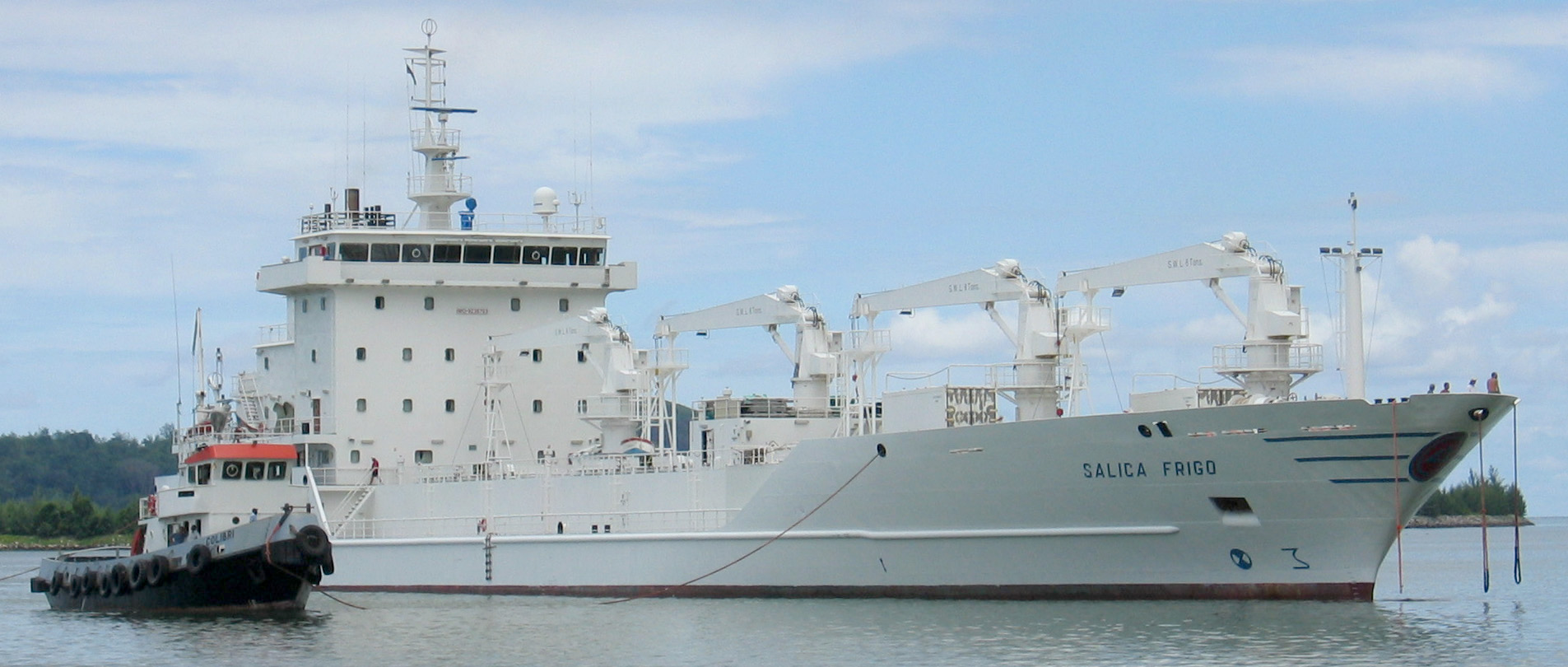
Судно Salica Frigo, построенное компанией Hijos de J. Barreras в 2001 году

Рефрижераторное судно — грузовое судно специальной постройки, оборудованное холодильными установками для перевозки скоропортящихся грузов. В зависимости от температурных режимов грузовых помещений рефрижераторные суда делятся на низкотемпературные, предназначенные для перевозки замороженных грузов, универсальные — для перевозки любого груза, а также фруктовозы — суда с усиленной вентиляцией помещений, приспособленные для перевозки плодов.
Рефрижераторные суда обычно многопалубные, с небольшой (2,3—2,5) высотой межпалубных пространств и небольшими по размерам люками для уменьшения потерь холода во время грузовых операций. Грузовое устройство стреловое, реже крановое. Все грузовые помещения имеют теплоизоляцию. Суда имеют высокую скорость, как правило 18—23 узла.
Основными охлаждаемыми грузами рефрижераторов являются фрукты (бананы, киви, ананасы и др.) и овощи, а замороженными — морепродукты и мясо.
С 1980-х годов рефрижераторные суда перевозят также и морские контейнеры.
Низкотемпературные рефрижераторы в основном это транспортные рефрижераторы (ТР) рыболовного флота, предназначенные для приема рыбной продукции от рыболовных судов на промысле и доставки ее в порт.
В мире насчитывается около 1100 рефрижераторных судов на начало 2000-х.

## Рефрижераторный трюм

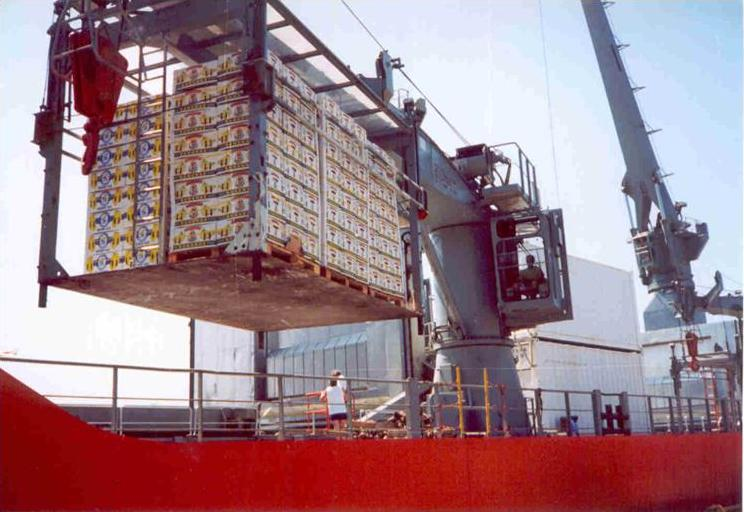
Погрузка бананов в палетах в рефрижераторный трюм

Рефрижераторный трюм — грузовое помещение на судне, позволяющее перевозить грузы, требующие по условиям перевозки хранения при определенных температурных и вентиляционных режимах.
С этой целью рефрижераторный трюм оборудуется теплоизоляцией, системой вентиляции и холодильной установкой, а крышка трюма делается сравнительно небольшой, чтобы уменьшить теплопотери.
В трюмах универсальных рефрижераторов имеется возможность поддержания температуры в интервале от +12 °C до −30 °C, а в трюмах низкотемпературных судов до −30 °C.

## История

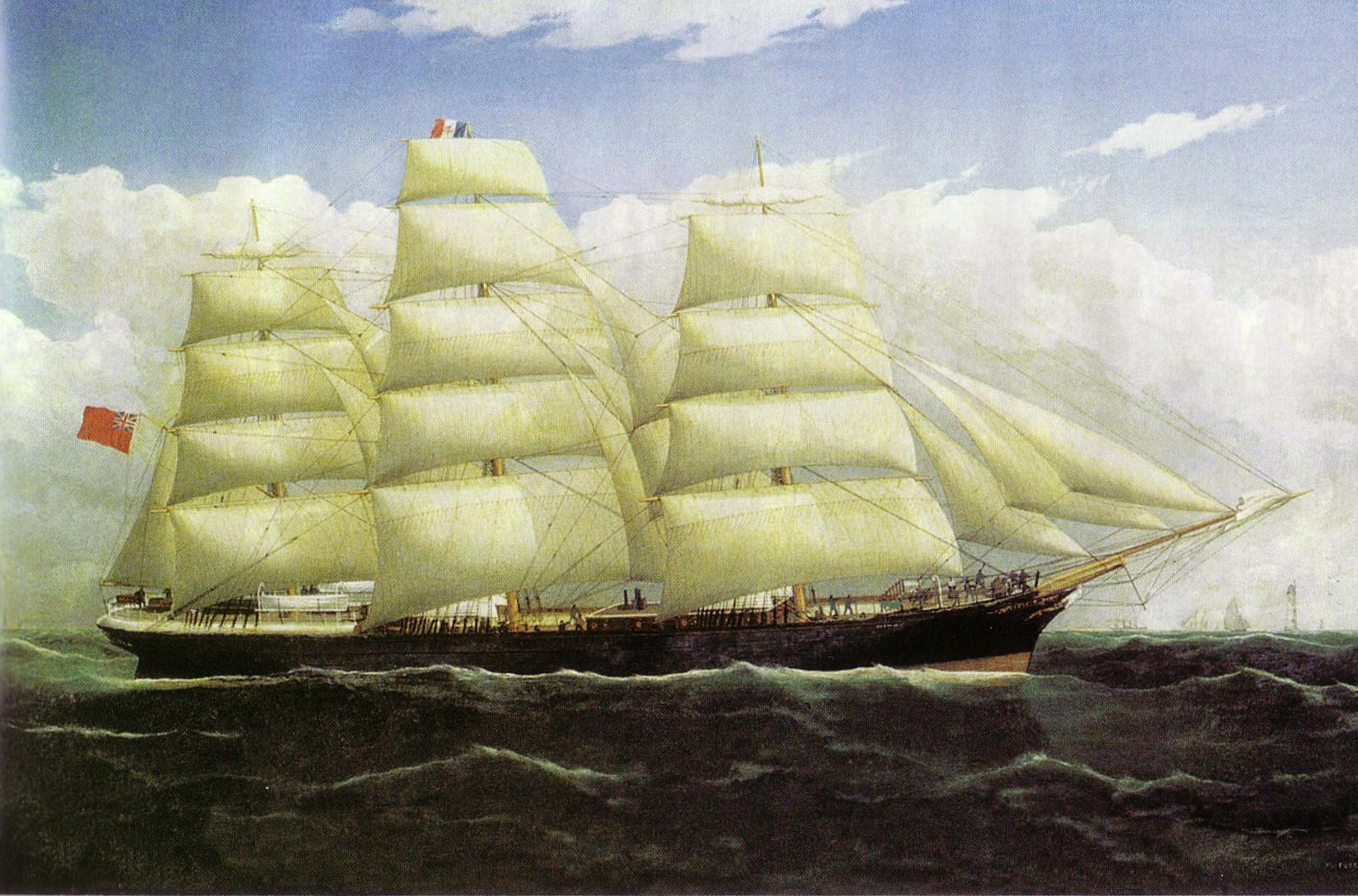
Клипер «Данидин», первое коммерчески успешное рефрижераторное судно

Клипер «Данидин», принадлежащий компании New Zealand and Australian Land Company (NZALC), был оборудован в 1881 году компрессионной холодильной машиной, работающей по циклу Белла Колемана — холодильная установка на паровой тяге сжимала воздух, который выпускался в трюм корабля. При расширении температура воздуха падала и он охлаждал груз в трюме. С помощью 3-х тонн угля в день, эта машина на паровой тяге могла поддерживать холод до 20 °C ниже температуры окружающего воздуха, заморозить груз в умеренном климате Южного острова Новой Зеландии, и затем поддерживать его температуру ниже точки замерзания воды 0 °C в тропиках. Самым явным признаком того, что «Данидин» — необычный корабль, была дымовая труба от холодильных установок, размещенная между его передними и главной мачтами, из-за чего иногда его принимали за один из пароходов, которые были распространены с 1840-х годов. В феврале 1882 года парусник «Данидин» отплыл из порта Чалмерс Новой Зеландии c 4331 бараньей тушей, 598 тушами ягнят и 22 свиной тушами, 246 бочонками со сливочным маслом, а также зайцами, фазанами, индейками, курицами и 2226 овечьими языками и прибыл в Лондон в Великобритании после 98 дней плавания со своим грузом по-прежнему замороженным. За вычетом всех расходов компания NZALC получила 4700 фунтов стерлингов прибыли от путешествия.
Вскоре после успешного плавания «Данидина», Великобритания решила увеличить торговлю замороженном мясом из Новой Зеландии и Австралии, для чего свыше 16 различных рефрижераторных и пассажирско-рефрижераторных судов было построено или переоборудовано к 1900 году на верфях в Шотландии и Северной Англии для этой торговли.

## Компании рефрижераторного флота
Крупнейшие компании, оперирующие универсальными рефрижераторами:
- Chiquta (США)

- Cool Carriers (Швеция)

- J.Lauritzen (Дания)

- Baltic Reefers (Россия)

- Seatrade Groningen (Нидерланды)

- Green Reefers (Норвегия)

Крупнейшим обладателем флота низкотемпературных рефрижераторов являлась советская государственная корпорация Министерство рыбного хозяйства СССР (сокращ. Минрыбхоз СССР или МРХ СССР), в ее составе находилось более 150 крупнотоннажных приемо-транспортных судов.

## Крупнейшие рефрижераторные суда
- «Cool Express» — крупнейший в мире рефрижератор c 31 октября 2018 года.

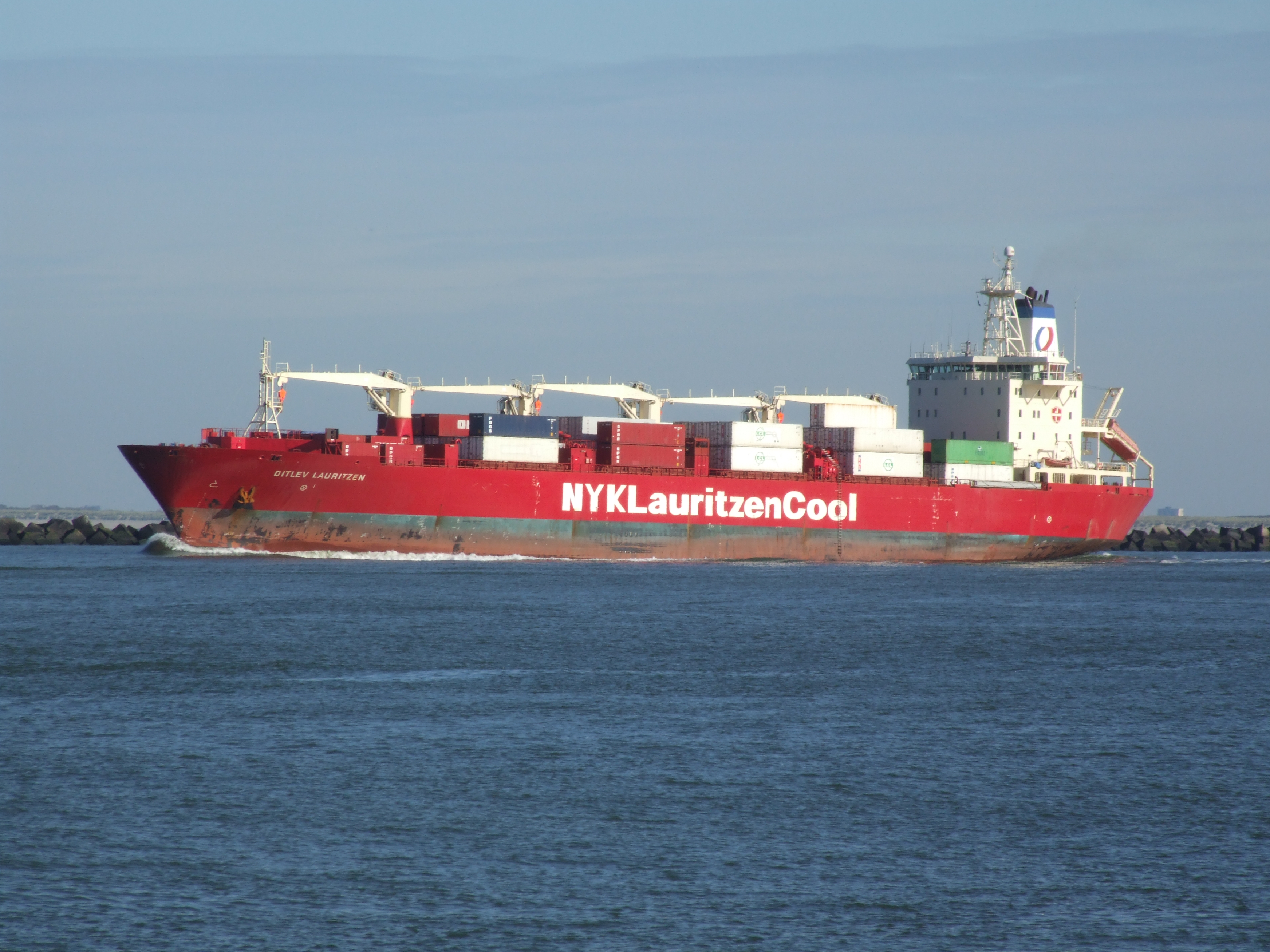
Крупнейший (1990—2018 годы) универсальный рефрижератор «Ditlev Lauritzen»

- «Охотское море» — крупнейший рефрижератор в период с 1971 года по 31 октября 2018 года.
- «Ditlev Lauritzen» — крупнейший универсальный рефрижератор в период с 1990 года по 31 октября 2018 года.